# Little Cawthorpe
Little Cawthorpe är en ort och civil parish i Storbritannien.   Den ligger i grevskapet Lincolnshire och riksdelen England, i den sydöstra delen av landet, 200 km norr om huvudstaden London. Little Cawthorpe ligger 31 meter över havet och antalet invånare är 158.
Terrängen runt Little Cawthorpe är platt. Runt Little Cawthorpe är det ganska tätbefolkat, med 75 invånare per kvadratkilometer. Närmaste större samhälle är Louth, 4,5 km nordväst om Little Cawthorpe. Trakten runt Little Cawthorpe består till största delen av jordbruksmark.